# Camil Mureșanu
Camil Bujor Mureșanu, né le 20 avril 1927 à Turda et mort le 21 février 2015, est un historien roumain, professeur, auteur et traducteur.

## Biographie
Camil Mureșanu naît le 20 avril 1927 à Turda,,.
Son père, Teodor Murășanu (en), est professeur au célèbre lycée "Mihai Viteazul".
Il étudie à l'université de Cluj entre 1946 et 1950 puis est Docteur en histoire en 1970. À partir de 1955 est professeur à l'Université de Cluj puis doyen de la faculté d'histoire et de philosophie entre 1968 et 1976. 
Dans la période communiste, il bénéficie de bourses d’études et de stages de recherche en Angleterre et aux États-Unis.
Il occupe, entre 1995 et 2007, le poste de directeur de l'Institut d'histoire "G. Baritiu” de l'Académie roumaine Cluj-Napoca. 
Camil Mureșanu est l'un des historiens les plus importants de la Roumanie. Il est l'auteur d'ouvrages de référence sur l'histoire de Jean Hunyadi, de l'histoire de la Transylvanie et de l'histoire de la Roumanie.
Parmi ses travaux historiques, on citera Jean Hunyadi, Histoire militaire du peuple roumain, Transylvanie entre médiéval et moderne, Atlas de l'histoire de la Roumanie, De l'histoire de la Transylvanie, et bien d'autres. 
Il auteur d'articles dans les magazines Tribuna et Steaua (ro).
Mort le 21 février 2015 à l'âge de 87 ans, ses funérailles ont lieu le 25 février.
Il laisse une veuve, Hilde Mureşanu, un fils, Ovidiu Mureşanu et une fille, Claudia Mureşanu.

## Œuvres
Liste non exhaustive :
- (ro) Revoluția burgheză din Anglia, 1964[1].
- (ro) Monumente istorice din Turda, 1968[1].
- (ro) Simón Bolívar : (1783-1830), Editura Politică, 1983, 135 p. (lire en ligne)
- (ro) Nayiune, nayionalism : evoluyia nayionalităyilor, Centrul de studii Transilvane, 1996, 304 p. (lire en ligne)[6].
- (en) John Hunyadi : Defender of Christendom, Ctr For Romanian Studies, 2019, 252 p. (ISBN 978-1-59211-012-4, lire en ligne)